# Sao Q
Sao Q, còn được gọi là lỗ xám, là một loại giả thuyết của một ngôi sao neutron đặc, nặng với trạng thái vật chất kỳ lạ. Một ngôi sao như vậy có thể nhỏ hơn bán kính Schwarzschild của ngôi sao tiền thân và có lực hấp dẫn mạnh đến một mức nào đó, nhưng không phải tất cả ánh sáng đều không thể thoát ra.  Q là viết tắt của số hạt được bảo toàn. Một Sao Q có thể bị nhầm lẫn với lỗ đen sao.

## Các loại sao Q
- Bóng Q SUSY [1]
- Bóng B, bóng Q ổn định có số baryon B lớn. Chúng có thể tồn tại trong các sao neutron đã hấp thụ (các) bóng Q.